# جایزه بزرگ مکزیکو سیتی ۲۰۲۱
جایزه بزرگ مکزیکو سیتی ۲۰۲۱ (که به‌طور رسمی با نام فرمول ۱ گران پرمیو دِ لا سیوداد دِ مکزیکو ۲۰۲۱ شناخته می‌شود) یک مسابقه اتومبیل‌رانی فرمول یک است که در تاریخ ۷ نوامبر ۲۰۲۱ در پیست هرمانوس رودریگز برگزار می‌شود. این مسابقه هجدهمین دور از مسابقات جهانی فرمول یک ۲۰۲۱ و اولین دوره جایزه بزرگ مکزیکو سیتی است.

## زمینه

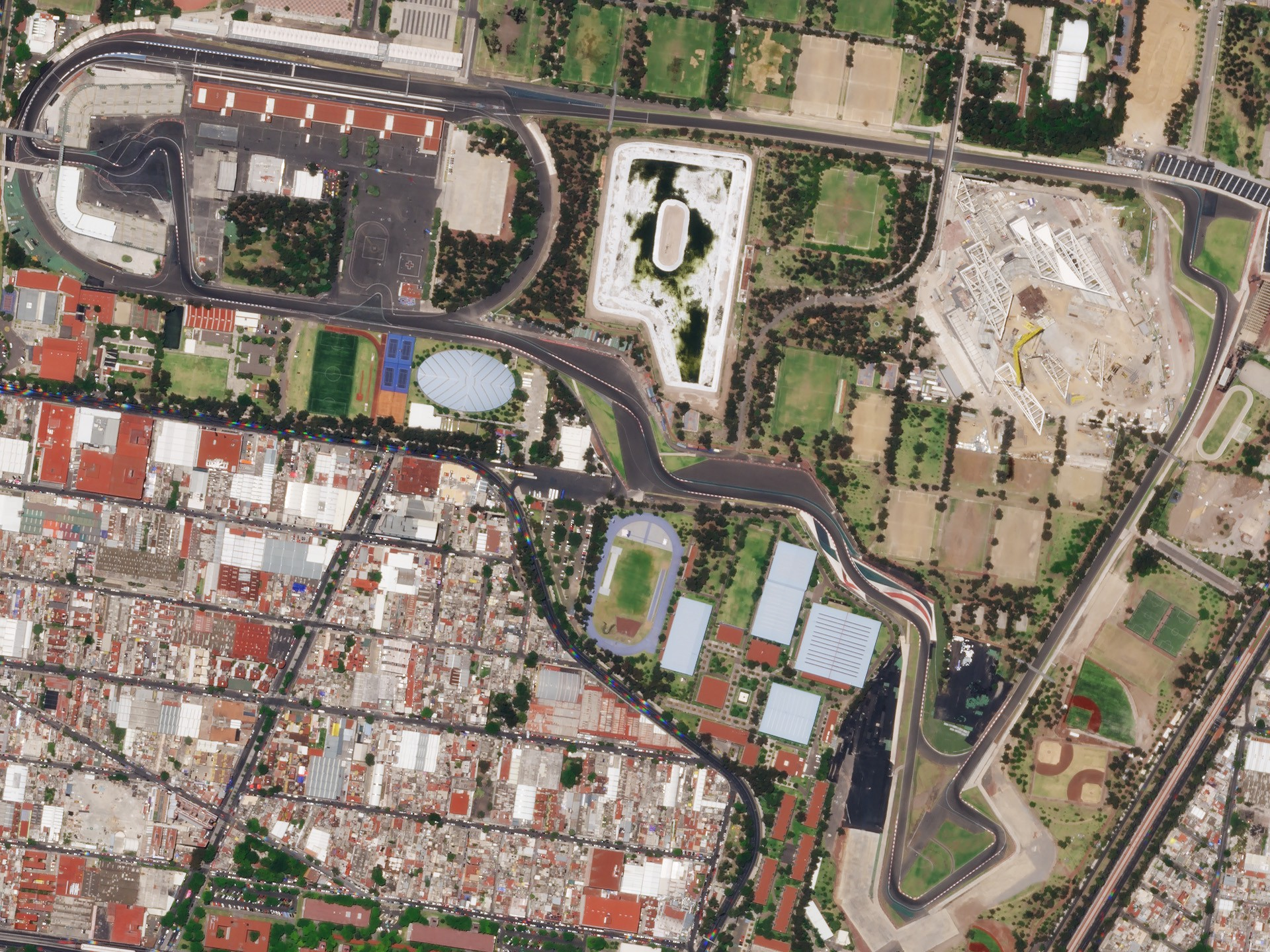
نمای هوایی پیست هرمانوس رودریگز.

این مسابقه اولین حضور خود را در تقویم مسابقات فرمول یک تجربه می‌کند. در ۸ اوت ۲۰۱۹ اعلام شد که جایزه بزرگ مکزیک تا سال ۲۰۲۲ در تقویم باقی خواهد ماند، اما به منظور تأکید بر حمایت دولت مکزیکو سیتی، نام آن از سال ۲۰۲۰ به «جایزه بزرگ مکزیکو سیتی» تغییر خواهد کرد. این نسخه به دلیل دنیاگیری کووید-۱۹ در سال ۲۰۲۰ برگزار نشد. مسابقه سال ۲۰۲۱ در ابتدا قرار بود در ۳۱ اکتبر برگزار شود، اما به دلیل کاهش تعداد کلی جایزه بزرگ‌ها در تقویم، از ۲۳ به ۲۲ به تاریخ ۷ نوامبر منتقل شد. این مسابقه بیست و یکمین جایزه بزرگ قهرمانی جهان بود که در مکزیک برگزار شد.

### جدول رده‌بندی قهرمانی قبل از مسابقه
پس از پیروزی در جایزه بزرگ ایالات متحده، ماکس فرستاپن با ۱۲ امتیاز پیشتاز جدول قهرمانی رانندگان شد: فرستاپن با ۲۸۷٫۵ اول و لوئیس همیلتون با ۲۷۵٫۵ امتیاز دوم است. پس از آن‌ها والتری بوتاس با ۱۸۵ امتیاز در رده سوم قرار گرفت. سرجیو پرز با ۱۵۰ امتیاز در رده چهارم و لاندو نوریس با ۱ امتیاز کمتر از پرز پنجم است. در جدول قهرمانی سازندگان، مرسدس با ۴۶۰٫۵ امتیاز پیشتاز است و ردبول ریسینگ با ۲۳ امتیاز کمتر در رده دوم قرار دارد. پس از آن‌ها، مک‌لارن با ۲۵۴ امتیاز در رده سوم و فراری با ۳٫۵ امتیاز کمتر در رده چهارم و آلپاین با ۱۰۴ امتیاز در رده پنجم قرار دارد.

### شرکت کنندگان
رانندگان و تیم‌ها همان لیست ورود به فصل خواهند بود و هیچ راننده دیگری برای تمرین و مسابقه حضور ندارد.

### انتخاب تایر
تأمین کننده تایر مسابقات، پیرلی ترکیبات سی۲ هارد، سی۳ مدیوم و سی۴ سافت را برای استفاده در مسابقه اختصاص داده‌است.

## تمرین
آخر هفته شامل سه جلسه تمرینی بود که هر جلسه تمرین یک ساعت به طول انجامید. اولین جلسه تمرین در ساعت ۱۱:۳۰ به وقت محلی (UTC−۰۶:۰۰) در ۵ نوامبر آغاز شد و والتری بوتاس از مرسدس، سریع‌ترین زمان را ثبت کرد و جلوتر از هم‌تیمی خود لوئیس همیلتون و راننده ردبول، ماکس فرستاپن تمرین را به پایان رساند. دومین جلسه تمرین در ساعت ۱۵:۰۰ به وقت محلی، در ۵ نوامبر آغاز شد و در حالی به پایان رسید که فرستاپن سریع‌ترین راننده تمرین بود و رانندگان مرسدس، بوتاس و همیلتون دوم و سوم شدند. سومین و آخرین جلسه تمرین در ساعت ۱۱:۰۰ روز ۶ نوامبر برگزار شد که رانندگان ردبول، سرجیو پرز و ماکس فرستاپن اول و دوم شدند. پس از آن دو رانندگان مرسدس در رده‌های سوم و چهارم قرار گرفتند.

## تعیین خط
تعیین خط ساعت ۱۴:۰۰ به وقت محلی، در تاریخ ۶ نوامبر ۲۰۲۱ شروع خواهد شد.

### رده‌بندی تعیین خط
| جایگاه              | راننده            | شماره | تیم                | زمان‌ها   | زمان‌ها   | زمان‌ها   |
| جایگاه              | راننده            | شماره | تیم                | Q1       | Q2       | Q3       |
| ------------------- | ----------------- | ----- | ------------------ | -------- | -------- | -------- |
| ۱                   | والتری بوتاس      | ۷۷    | مرسدس              | ۱:۱۶٫۷۲۷ | ۱:۱۶٫۸۶۴ | ۱:۱۵٫۸۷۵ |
| ۲                   | لوییس همیلتون     | ۴۴    | مرسدس              | ۱:۱۷٫۲۰۷ | ۱:۱۶٫۴۷۴ | ۱:۱۶٫۰۲۰ |
| ۳                   | ماکس فرستاپن      | ۳۳    | ردبول ریسینگ-هوندا | ۱:۱۶٫۷۸۸ | ۱:۱۶٫۴۸۳ | ۱:۱۶٫۲۲۵ |
| ۴                   | سرجیو پرز         | ۱۱    | ردبول ریسینگ-هوندا | ۱:۱۷٫۰۰۳ | ۱:۱۷٫۰۵۵ | ۱:۱۶٫۳۴۳ |
| ۵                   | پیر گسلی          | ۱۰    | آلفاتاوری-هوندا    | ۱:۱۶٫۹۰۸ | ۱:۱۶٫۹۵۵ | ۱:۱۶٫۴۵۶ |
| ۶                   | کارلوس ساینز      | ۵۵    | فراری              | ۱:۱۷٫۵۱۷ | ۱:۱۷٫۲۴۸ | ۱:۱۶٫۷۶۱ |
| ۷                   | دنیل ریکیاردو     | ۳     | مک‌لارن-مرسدس       | ۱:۱۷٫۷۱۹ | ۱:۱۷٫۰۹۲ | ۱:۱۶٫۷۶۳ |
| ۸                   | شارل لکلرک        | ۱۶    | فراری              | ۱:۱۶٫۷۴۸ | ۱:۱۷٫۰۳۴ | ۱:۱۶٫۸۳۷ |
| ۹۱                  | یوکی سونودا       | ۲۲    | آلفاتاوری-هوندا    | ۱:۱۷٫۳۳۰ | ۱:۱۶٫۷۰۱ | ۱:۱۷٫۱۵۸ |
| ۱۰۲                 | لاندو نوریس       | ۴     | مک‌لارن-مرسدس       | ۱:۱۷٫۵۶۹ | ۱:۱۷٫۴۷۳ | ۱:۳۶٫۸۳۰ |
| ۱۱                  | سباستین فتل       | ۵     | استون مارتین-مرسدس | ۱:۱۷٫۵۰۲ | ۱:۱۷٫۷۴۶ | —        |
| ۱۲                  | کیمی رایکونن      | ۷     | آلفارومئو-فراری    | ۱:۱۷٫۶۰۶ | ۱:۱۷٫۹۵۸ | —        |
| ۱۳۳                 | جورج راسل         | ۶۳    | ویلیامز-مرسدس      | ۱:۱۷٫۹۵۸ | ۱:۱۸٫۱۷۲ | —        |
| ۱۴                  | آنتونیو جوویناتزی | ۹۹    | آلفارومئو-فراری    | ۱:۱۷٫۸۹۷ | ۱:۱۸٫۲۹۰ | —        |
| ۱۵۴                 | استابان اوکون     | ۳۱    | آلپاین-رنو         | ۱:۱۸٫۱۲۶ | ۱:۱۸٫۴۰۵ | —        |
| ۱۶                  | فرناندو آلونسو    | ۱۴    | آلپاین-رنو         | ۱:۱۸٫۴۵۲ | —        | —        |
| ۱۷                  | نیکلاس لطیفی      | ۶     | ویلیامز-مرسدس      | ۱:۱۸٫۷۵۶ | —        | —        |
| ۱۸                  | میک شوماخر        | ۴۷    | هاس-فراری          | ۱:۱۸٫۸۵۸ | —        | —        |
| ۱۹                  | نیکیتا مازپین     | ۹     | هاس-فراری          | ۱:۱۹٫۳۰۳ | —        | —        |
| ۲۰۵                 | لانس استرول       | ۱۸    | استون مارتین-مرسدس | ۱:۲۰٫۸۷۳ | —        | —        |
| زمان ۱۰۷٪: ۱:۲۲٫۰۹۷ |                   |       |                    |          |          |          |
| منابع:              |                   |       |                    |          |          |          |

یادداشت‌ها
- ^ ۱ – یوکی سونودا موظف است به دلیل فراتر رفتن از سهمیه تعویض پیشرانه مسابقه را از رده هفدهم آغاز کند.[۱۸]
- ^ ۲ – لاندو نوریس موظف است به دلیل فراتر رفتن از سهمیه تعویض پیشرانه مسابقه را از رده هجدهم آغاز کند.[۱۹]
- ^ ۳ – جورج راسل به دلیل تعویض بدون برنامه گیربکس، پنج رده جریمه دریافت کرد.[۱۹]
- ^ ۴ – استابان اوکون موظف است به دلیل فراتر رفتن از سهمیه تعویض پیشرانه مسابقه را از رده نوزدهم آغاز کند.[۱۹]
- ^ ۵ – لانس استرول موظف است به دلیل فراتر رفتن از سهمیه تعویض پیشرانه مسابقه را از رده آخر آغاز کند.[۱۸]

## مسابقه
این مسابقه ساعت ۱۳:۰۰ به وقت محلی، در تاریخ ۷ نوامبر ۲۰۲۱ برگزار شد.
| جایگاه                                                 | شماره | راننده            | سازنده             | دور | زمان        | امتیاز |
| ------------------------------------------------------ | ----- | ----------------- | ------------------ | --- | ----------- | ------ |
| ۱                                                      | ۳۳    | ماکس فرستاپن      | ردبول ریسینگ-هوندا | ۷۱  | ۱:۳۸:۳۹٫۰۸۶ | ۲۵     |
| ۲                                                      | ۴۴    | لوییس همیلتون     | مرسدس              | ۷۱  | ۱۶٫۵۵۵+     | ۱۸     |
| ۳                                                      | ۱۱    | سرجیو پرز         | ردبول ریسینگ-هوندا | ۷۱  | ۱۷٫۷۵۲+     | ۱۵     |
| ۴                                                      | ۱۰    | پیر گسلی          | آلفاتاوری-هوندا    | ۷۱  | ۱:۰۳٫۸۴۵+   | ۱۲     |
| ۵                                                      | ۱۶    | شارل لکلرک        | فراری              | ۷۱  | ۱:۲۱٫۰۳۷+   | ۱۰     |
| ۶                                                      | ۵۵    | کارلوس ساینز      | فراری              | ۷۰  | +۱ دور      | ۸      |
| ۷                                                      | ۵     | سباستین فتل       | استون مارتین-مرسدس | ۷۰  | +۱ دور      | ۶      |
| ۸                                                      | ۷     | کیمی رایکونن      | آلفارومئو-فراری    | ۷۰  | +۱ دور      | ۴      |
| ۹                                                      | ۱۴    | فرناندو آلونسو    | آلپاین-رنو         | ۷۰  | +۱ دور      | ۲      |
| ۱۰                                                     | ۴     | لاندو نوریس       | مک‌لارن-مرسدس       | ۷۰  | +۱ دور      | ۱      |
| ۱۱                                                     | ۹۹    | آنتونیو جوویناتزی | آلفارومئو-فراری    | ۷۰  | +۱ دور      |        |
| ۱۲                                                     | ۳     | دنیل ریکیاردو     | مک‌لارن-مرسدس       | ۷۰  | +۱ دور      |        |
| ۱۳                                                     | ۳۱    | استابان اوکون     | آلپاین-رنو         | ۷۰  | +۱ دور      |        |
| ۱۴                                                     | ۱۸    | لانس استرول       | استون مارتین-مرسدس | ۶۹  | +۲ دور      |        |
| ۱۵                                                     | ۷۷    | والتری بوتاس      | مرسدس              | ۶۹  | +۲ دور      |        |
| ۱۶                                                     | ۶۳    | جورج راسل         | ویلیامز-مرسدس      | ۶۹  | +۲ دور      |        |
| ۱۷                                                     | ۶     | نیکلاس لطیفی      | ویلیامز-مرسدس      | ۶۹  | +۲ دور      |        |
| ۱۸                                                     | ۹     | نیکیتا مازپین     | هاس-فراری          | ۶۸  | +۳ دور      |        |
| ب.                                                     | ۴۷    | میک شوماخر        | هاس-فراری          | ۰   | برخورد      |        |
| ب.                                                     | ۲۲    | یوکی سونودا       | آلفاتاوری-هوندا    | ۰   | برخورد      |        |
| سریع‌ترین دور: والتری بوتاس (مرسدس) - ۱:۱۷٫۷۷۴ (دور ۶۹) |       |                   |                    |     |             |        |
| منابع:                                                 |       |                   |                    |     |             |        |

## رده‌بندی قهرمانی پس از مسابقه
جدول رده‌بندی قهرمانی رانندگان
| ت. ج      | جایگاه | راننده        | امتیازات |
| --------- | ------ | ------------- | -------- |
| Unchanged | ۱      | ماکس فرستاپن  | ۳۱۲٫۵    |
| Unchanged | ۲      | لوئیس همیلتون | ۲۹۳٫۵    |
| Unchanged | ۳      | والتری بوتاس  | ۱۸۵      |
| Unchanged | ۴      | سرجیو پرز     | ۱۶۵      |
| Unchanged | ۵      | لاندو نوریس   | ۱۵۰      |
| منبع:     |        |               |          |

جدول رده‌بندی قهرمانی سازندگان
| ت. ج      | جایگاه | سازنده             | امتیازات |
| --------- | ------ | ------------------ | -------- |
| Unchanged | ۱      | مرسدس              | ۴۷۸٫۵    |
| Unchanged | ۲      | ردبول ریسینگ-هوندا | ۴۷۷٫۵    |
| ۱         | ۳      | فراری              | ۲۶۸٫۵    |
| ۱         | ۴      | مک‌لارن-مرسدس       | ۲۵۵      |
| Unchanged | ۵      | آلپاین-رنو         | ۱۰۶      |
| منبع:     |        |                    |          |

- یادداشت: فقط پنج رده برتر برای هر دو مجموعه رده‌بندی قرار داده شده‌است.